# Calle 53 (línea de la Cuarta Avenida)
La Calle 53 es una estación en la línea de la Cuarta Avenida del Metro de Nueva York de la B del Brooklyn–Manhattan Transit Corporation (BMT). Localizada en la intersección con la Calle 45 y la Cuarta Avenida en Brooklyn. La estación es servida en varios horarios por los trenes del servicio  y 

## Galería

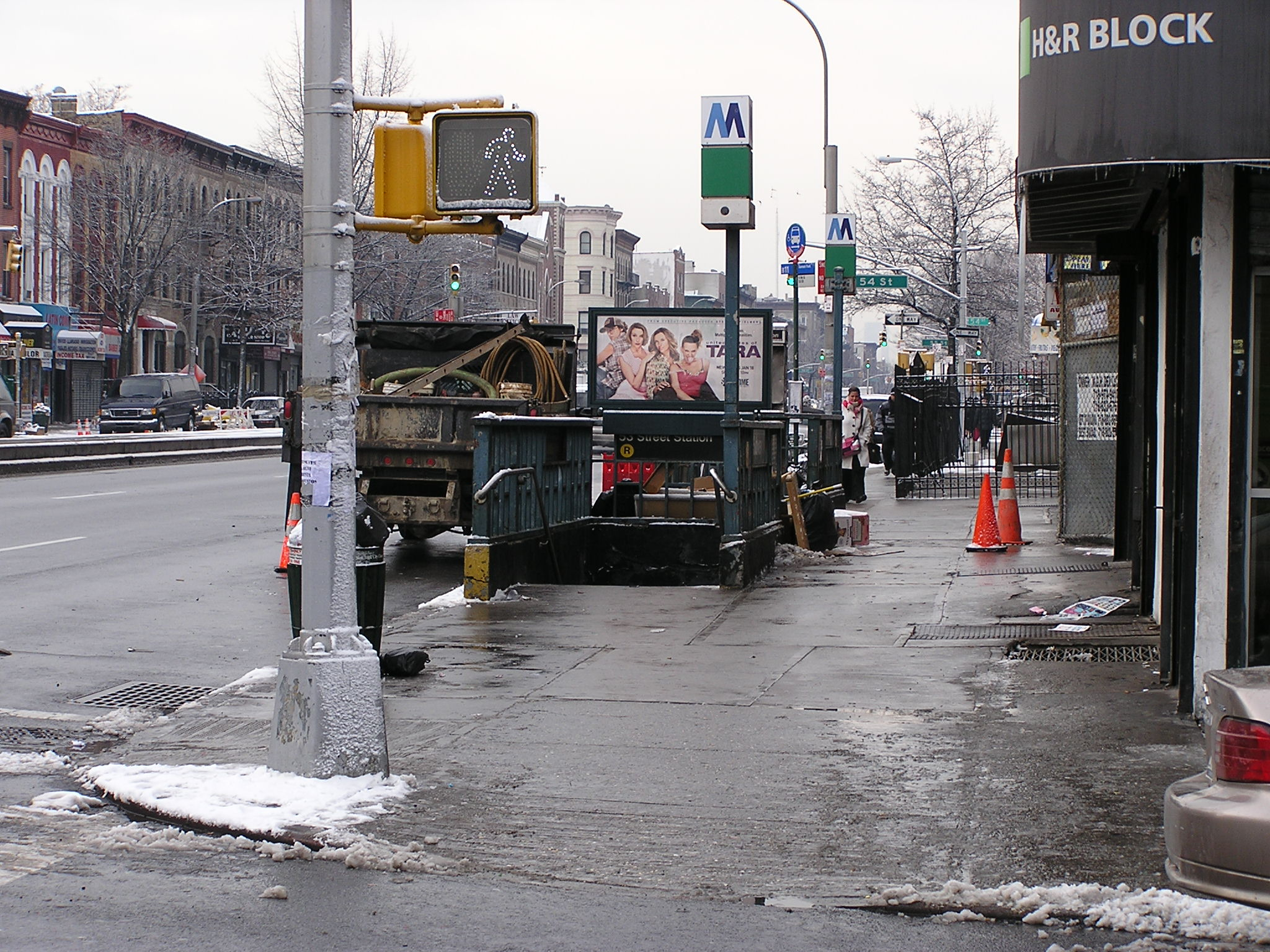
Entrada en la Cuarta Avenida y la Calle 53
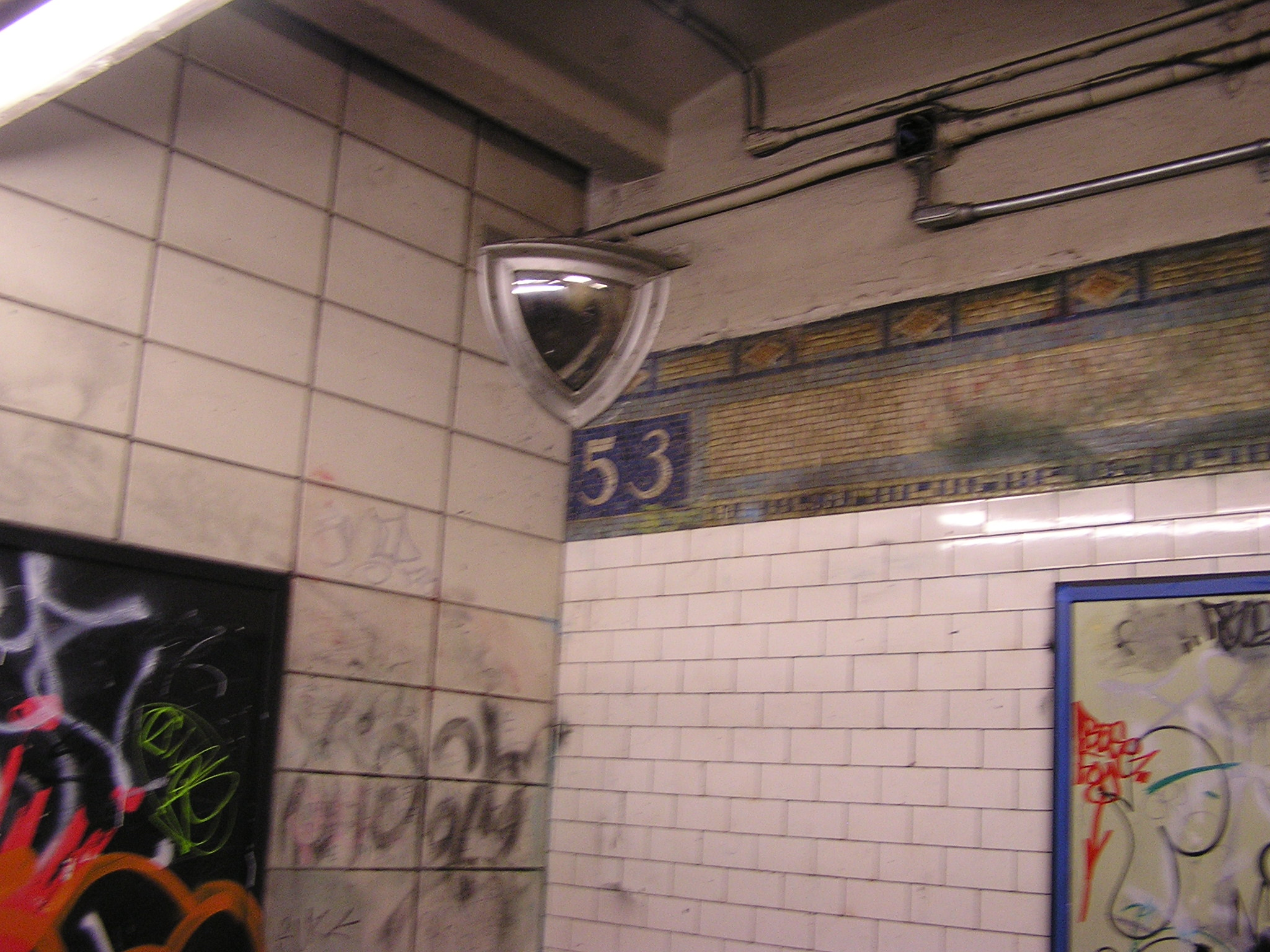
Un mosaico

## Puntos de interés
Iglesia La Luz del Mundo
H&R Block
Iglesia Adventista del Séptimo Día
Iglesia Luterana